# Ehrwalder Almbahnen
De Ehrwalder Almbahnen is een skigebied in Ehrwald, Tirol, Oostenrijk. Het bedrijf achter het skigebied zijn de Zillertaler Gletscherbahnen, die ook de Hintertuxer Gletscher en de Tiroler Zugspitzbahn bezitten en exploiteren.

## Het skigebied
Het skigebied heeft 26 kilometer aan pistes, de langste piste is vier kilometer lang. Er zijn zeven liften bij de Ehrwalder Almbahnen, plus een van de Tiroler Zugspitzbahn. Er is onder andere één gondelbaan aanwezig en twee 6er koppelbare stoeltjesliften. Daarnaast heeft men ook de beschikking over een dubbel stoeltjeslift en enkele sleep- en babyliften.

## Liftchronologie
In 1974 kwam er een nieuwe sleeplift, de HochBrand. In 1976 was de Klämmli het hoogtepunt van het seizoen. Uiteindelijk heeft men in 1979 besloten met de bouw van de nieuwe, tweepersoons-stoeltjeslift, de Issentalkopf.
Na de overname door de Zillertaler Gletscherbahnen, werd er in 1991 eerst aan een nieuwe Tiroler Zugspitzbahn gewerkt. De bouw van een nieuwe pendelbaan was namelijk belooft aan de provincie Tirol, wanneer de aandelen werden verkocht. Uiteindelijk mochten de Ehrwalder Almbahnen in 1996 een nieuwe lift openen: De 6er Blitz Ganghofer, een zespersoons koppelbare stoeltjeslift met een zogenaamde bubble, die beschermd tegen de wind en sneeuwstormen. In 2001 mocht men de oude, vierpersoons gondelbaan, de Ehrwalder Almbahn vernieuwen door een kabelbaan met gondels voor acht personen, de nieuwe Ehrwalder Almbahn. Deze lift heeft dezelfde cabines gekregen als de 8er Sommerberg te Hintertux van Swoboda. De nieuwste aanwinst voor het skigebied, de zespersoons koppelbare stoeltjeslift "Gaistal" (wederom uitgevoerd met een bubble) is in 2007 geopend ter uitbreiding van het skigebied.